# بلاك بيري ستورم
بلاك بيري ستورم (بالإنجليزية: BlackBerry Storm)‏ هو هاتف ذكي من بلاك بيري يعمل بنظام بلاك بيري، تم طرحه في الأسواق في 2008.

## الخصائص
- نظام التشغيل: بلاك بيري
- الكاميرا الأمامية: 3.2 ميجابكسل
- الشاشة: 360 × 480